# The Drums (album)
The Drums è un album di debutto del gruppo musicale omonimo, pubblicato nel 2010 dalle etichette Moshi Moshi Records e Island Records.

## Descrizione
L'album è stato registrato nell'appartamento di Jacob Graham in Florida, nell'appartamento della band a New York, e in una cabina a Woodstock (New York).
Il singolo Down By The Water era stato precedentemente pubblicato come parte del Summertime! EP.

## Accoglienza
L'album ha avuto recensioni generalmente positive. NME ha dato all'album 8 stelle su 10, dicendo: "The Drums hanno dimostrato...c'è ancora un uragano di vita nel guitar pop". Ha inoltre evidenziato che talune tracce,"Book of Stories", "Down By the Water" and "Skippin' Town" sono tracce particolari. Q Magazine ha dato l'album 4 stelle, dicendo che "The Drums si assicurano che il loro ritmo diventi più regolare negli anni.", parlando dell'impatto dell'album sul genere musicale indie.

## Tracce
Testi e musiche di Jonathan Pierce, eccetto dove indicato.
1. Best Friend – 3:26 (Jacob Graham)
2. Me and the Moon – 3:11 (Jacob Graham)
3. Let's Go Surfing – 2:55
4. Book of Stories – 3:38
5. Skippin' Town – 3:22
6. Forever and Ever Amen – 4:27
7. Down by the Water – 3:26
8. It Will All End in Tears – 3:44
9. We Tried – 3:45
10. I Need Fun in My Life – 3:27
11. I'll Never Drop My Sword – 3:47
12. The The Future – 4:08

## Formazione
- Jonathan Pierce - voce
- Jacob Grahaman - chitarra elettrica
- Adam Kessler - chitarra elettrica
- Connor Hanwick - batteria